# Пјано Карузо (Козенца)
Пјано Карузо је насеље у Италији у округу Козенца, региону Калабрија.
Према процени из 2011. у насељу је живело 234 становника. Насеље се налази на надморској висини од 798 м.